# ロバート・フィルマー

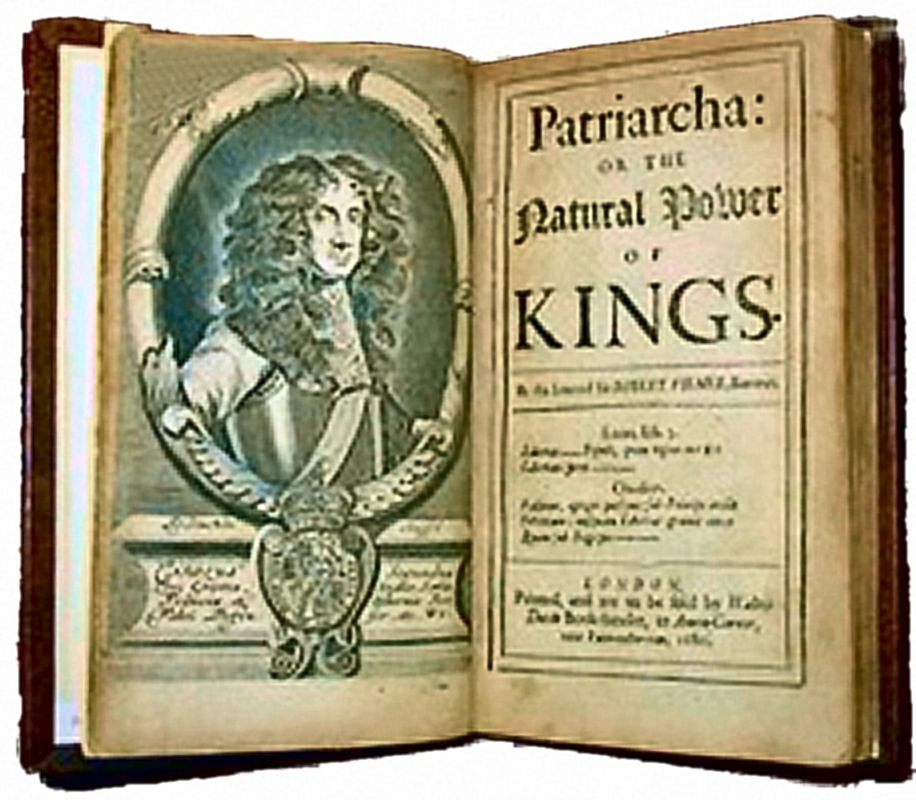
『パトリアーカ（Patriarcha）』

サー・ロバート・フィルマー（英語:Sir Robert Filmer、1588年頃 - 1653年5月26日）は、イングランド王国ケント・イースト・サットン出身の政治思想家。
1680年に出版されたフィルマーの主著『パトリアーカ（Patriarcha）』（日本語では『家父長論』などと訳される）は『旧約聖書』を典拠に、神が人類の祖先であるアダムに対して家族や子孫などを支配する権利を授け、その権利は代々の家父長に相続されていくのは王権もこの説に由来するとして絶対君主制の基礎付けとなり、王権神授説の代表的な文献となっている。
熱心な王党派で、ピューリタン革命が起こった際には絶対王権の擁護に努めたため、投獄や邸宅の没収を何度もされ、邸宅に至っては10回以上没収されている。

## 生涯
1588年頃、イングランド王国ケントのイースト・サットンに父サー・エドワード・フィルマー（Sir Edward Filmer）と母エリザベス・フィルマー（Elizabeth Filmer）の元に長男として生まれる。
1604年、トリニティ・カレッジに入学するが、学位は修得せず、翌年1605年にはリンカーン法曹院に通った。
1618年8月8日にアン・ヘトン（Anne Heton）と結婚。セント・レオナルド教会で挙式が行われ、後に3人の息子と1人の娘を育てた。
1629年11月に父エドワードが亡くなると、フィルマーは父の財産を引き継ぎ、1630年代には郡の役員として働いた。この頃より後の主著となる『パトリアーカ』を執筆し始めたとされる。
1641年にピューリタン革命が起きると、熱烈に王党派として国王チャールズ1世を支持したため、1643年に投獄された。1647年までには釈放されたとされる。
1653年5月26日に亡くなる。
主な著書に、1652年に書かれた『政府起源論』や『制限王政の無政府状態』（1648年）、『絶対王権の必要』（1648年）などがある。